# Язвинець
Заповідне урочище «Язвинець» — колишній об'єкт природно-заповідного фонду Рівненської області.
Заповідне урочище розташовувалося в Острозькому держлісгоспі, Біловізьке лісництво, квартал 53, виділи 22-25, 36,37. Площа — 9,7 га.
Об'єкт скасований рішенням Рівненської обласної ради № 322 від 5 березня 2004 року «Про розширення та впорядкування мережі природно-заповідного фонду області». Зазначена причина скасування — втратив природоохоронну цінність.